# 아그데르주

아그데르주의 위치

아그데르주(노르웨이어: Agder fylke)는 노르웨이 서부에 위치한 주로, 주도는 크리스티안산, 아렌달이며 면적은 16,434.12 km2, 인구는 306,849명(2019년), 인구 밀도는 19명/km2이다. 남쪽으로는 스카게라크 해협, 서쪽으로는 로갈란주, 북동쪽으로는 베스트폴오그텔레마르크주와 접한다. 25개 지방 자치체를 관할한다.
2020년 1월 1일 에우스트아그데르주와 베스트아그데르주가 통합하여 설립된 주이다.

아그데르주의 문장